# Giovanni Lepri
Giovanni Lepri, VI marchese di Rota (Roma, 15 aprile 1826 – Roma, 1º giugno 1885) è stato un militare italiano, comandante dei Dragoni pontifici durante la Battaglia di Mentana, poi comandante della Guardia Palatina d'Onore.

## Biografia
Membro di una nobile famiglia romana di origine lombarda, storicamente fedele ai Romani Pontefici e pertanto infeudata di vari feudi nel Lazio (tra i quali Rota, nei Monti della Tolfa), il marchese Giovanni Lepri era figlio del marchese Luigi e della contessa Anna Lascaris d'Armis.
Entrato in servizio nella Guardia nobile come sottotenente, fece parte della scorta personale di Pio IX; con lo scoppio delle prime ostilità risorgimentali si arruolò volontariamente nell'esercito pontificio col grado di tenente, combattendo valorosamente a Castelfidardo ed a Mentana, giungendo così al rango di maggiore; entrò successivamente a far parte dello stato maggiore pontificio, capitanato dal generale Hermann Kanzler, divenendo prima comandante del Corpo di Cavalleria, poi comandante dei Dragoni pontifici. Dal 1864 divenne Colonnello.
Partecipò alla difesa di Roma nel settembre 1870, assumendo il comando della prima zona di difesa che comprendeva la città Leonina ed il Vaticano. Dopo la presa di Roma (20 settembre 1870), rifiutò con sdegno la proposta di entrare nell'esercito italiano. Gli venne affidato dal Pontefice, come premio per il valore dimostrato nel lungo servizio e per la fedeltà, il Comando della Guardia Palatina che condusse in maniera esemplare dal 1878 al 1883.
Fu erudito appassionato di storia e collezionista d'arte; si aggiudicò, tra i primi, una rara edizione della Divina Commedia di Dante Alighieri, databile al XV secolo.
Nel 1863 sposò donna Giovanna dei marchesi Patrizi Naro Montoro, figlia del marchese don Filippo e della principessa donna Giulia Chigi della Rovere, dalla quale ebbe tre figli maschi, Carlo, Giuseppe, Luigi e due femmine.

## Ascendenza
|                                           |   |                       | Genitori                                   |  |  | Nonni |  |  | Bisnonni                                    |  |  | Trisnonni           |  |
|                                           |   |                       |                                            |  |  |       |  |  | Giuseppe Ambrogio Lepri, I marchese di Rota |  |  | Antonio Maria Lepri |  |
|                                           |   |                       |                                            |  |  |       |  |  | Giuseppe Ambrogio Lepri, I marchese di Rota |  |  | Antonio Maria Lepri |  |
|                                           |   | …                     |                                            |  |  |       |  |  | Giuseppe Ambrogio Lepri, I marchese di Rota |  |  |                     |  |
| Carlo Ambrogio Lepri, II marchese di Rota |   |                       |                                            |  |  |       |  |  | Giuseppe Ambrogio Lepri, I marchese di Rota |  |  |                     |  |
|                                           |   | Anna Teresa Curti     | …                                          |  |  |       |  |  |                                             |  |  |                     |  |
|                                           |   | Anna Teresa Curti     | …                                          |  |  |       |  |  |                                             |  |  |                     |  |
|                                           |   | Anna Teresa Curti     | …                                          |  |  |       |  |  |                                             |  |  |                     |  |
| Luigi Lepri, V marchese di Rota           |   | Anna Teresa Curti     |                                            |  |  |       |  |  |                                             |  |  |                     |  |
|                                           |   | Alessandro Caffarelli | Baldassarre Caffarelli, IV duca di Assergi |  |  |       |  |  |                                             |  |  |                     |  |
|                                           |   | Alessandro Caffarelli | Baldassarre Caffarelli, IV duca di Assergi |  |  |       |  |  |                                             |  |  |                     |  |
|                                           |   | Alessandro Caffarelli | Costanza Mattei                            |  |  |       |  |  |                                             |  |  |                     |  |
| Costanza Caffarelli                       |   | Alessandro Caffarelli |                                            |  |  |       |  |  |                                             |  |  |                     |  |
|                                           |   | Eleonora Costaguti    | …                                          |  |  |       |  |  |                                             |  |  |                     |  |
|                                           |   | Eleonora Costaguti    | …                                          |  |  |       |  |  |                                             |  |  |                     |  |
|                                           |   | Eleonora Costaguti    | …                                          |  |  |       |  |  |                                             |  |  |                     |  |
| Giovanni Lepri, VI marchese di Rota       |   | Eleonora Costaguti    |                                            |  |  |       |  |  |                                             |  |  |                     |  |
|                                           | … | …                     |                                            |  |  |       |  |  |                                             |  |  |                     |  |
|                                           | … | …                     |                                            |  |  |       |  |  |                                             |  |  |                     |  |
|                                           | … | …                     |                                            |  |  |       |  |  |                                             |  |  |                     |  |
| …                                         | … |                       |                                            |  |  |       |  |  |                                             |  |  |                     |  |
|                                           |   | …                     | …                                          |  |  |       |  |  |                                             |  |  |                     |  |
|                                           |   | …                     | …                                          |  |  |       |  |  |                                             |  |  |                     |  |
|                                           |   | …                     | …                                          |  |  |       |  |  |                                             |  |  |                     |  |
| Anna Lascaris d'Armis                     |   | …                     |                                            |  |  |       |  |  |                                             |  |  |                     |  |
|                                           |   | …                     | …                                          |  |  |       |  |  |                                             |  |  |                     |  |
|                                           |   | …                     | …                                          |  |  |       |  |  |                                             |  |  |                     |  |
|                                           |   | …                     | …                                          |  |  |       |  |  |                                             |  |  |                     |  |
| …                                         |   | …                     |                                            |  |  |       |  |  |                                             |  |  |                     |  |
|                                           |   | …                     | …                                          |  |  |       |  |  |                                             |  |  |                     |  |
|                                           |   | …                     | …                                          |  |  |       |  |  |                                             |  |  |                     |  |
|                                           |   | …                     | …                                          |  |  |       |  |  |                                             |  |  |                     |  |
|                                           |   | …                     |                                            |  |  |       |  |  |                                             |  |  |                     |  |